# Porquera de los Infantes
Porquera de los Infantes es una pedanía del municipio de Pomar de Valdivia en la provincia de Palencia, en la Comunidad Autónoma de Castilla y León, España. 

## Geografía
Situado 5 km al noroeste de Pomar y a 3 de Aguilar de Campoo en el acceso a la A-67.

## Urbanismo
Pueblo de disposición radial en torno a una plaza rodeado de tierras de cultivo. Las casas están construidas en sillería y mampostería, y los tejados son de doble vertiente con los aleros de madera.

## Demografía
Evolución de la población en el siglo XXI
| Gráfica de evolución demográfica de Porquera de los Infantes entre 2000 y 2020 |
|                                                                                |
| Población de derecho (2000-2020) según el padrón municipal del INE             |

## Historia
El conde de castilla Garci Fernández el 24 de noviembre de 979 hizo donación a su hija Urraca de la villa de Porkera, en Ybia, con motivo de la fundación de la Abadía e Infantado de Covarrubias por.
El rey Enrique IV de Castilla cedió en 1474 las tercias reales que le correspondían en Porquera al Abad de Covarrubias, recuperándolas en 1509 Fernando el Católico, que enmendó no pocas mercedes a sus predecesores.
A la caída del Antiguo Régimen la localidad se constituye en municipio constitucional que en el censo de 1842 contaba con 10 hogares y 52 vecinos, para posteriormente integrarse en Villarén de Valdivia.

## Patrimonio
- Iglesia de Santa María, del siglo XVIII con portada gótica del XV adornada con arquivoltas. En el interior del templo destacan una sencilla pila bautismal románica con arcos lisos y el retablo plateresco con una Virgen de la O gótica en el centro. El piso es de piedra y con numerosas tumbas numeradas que durante años sirvieron para enterramientos de los habitantes del lugar.Iglesia de Santa María.

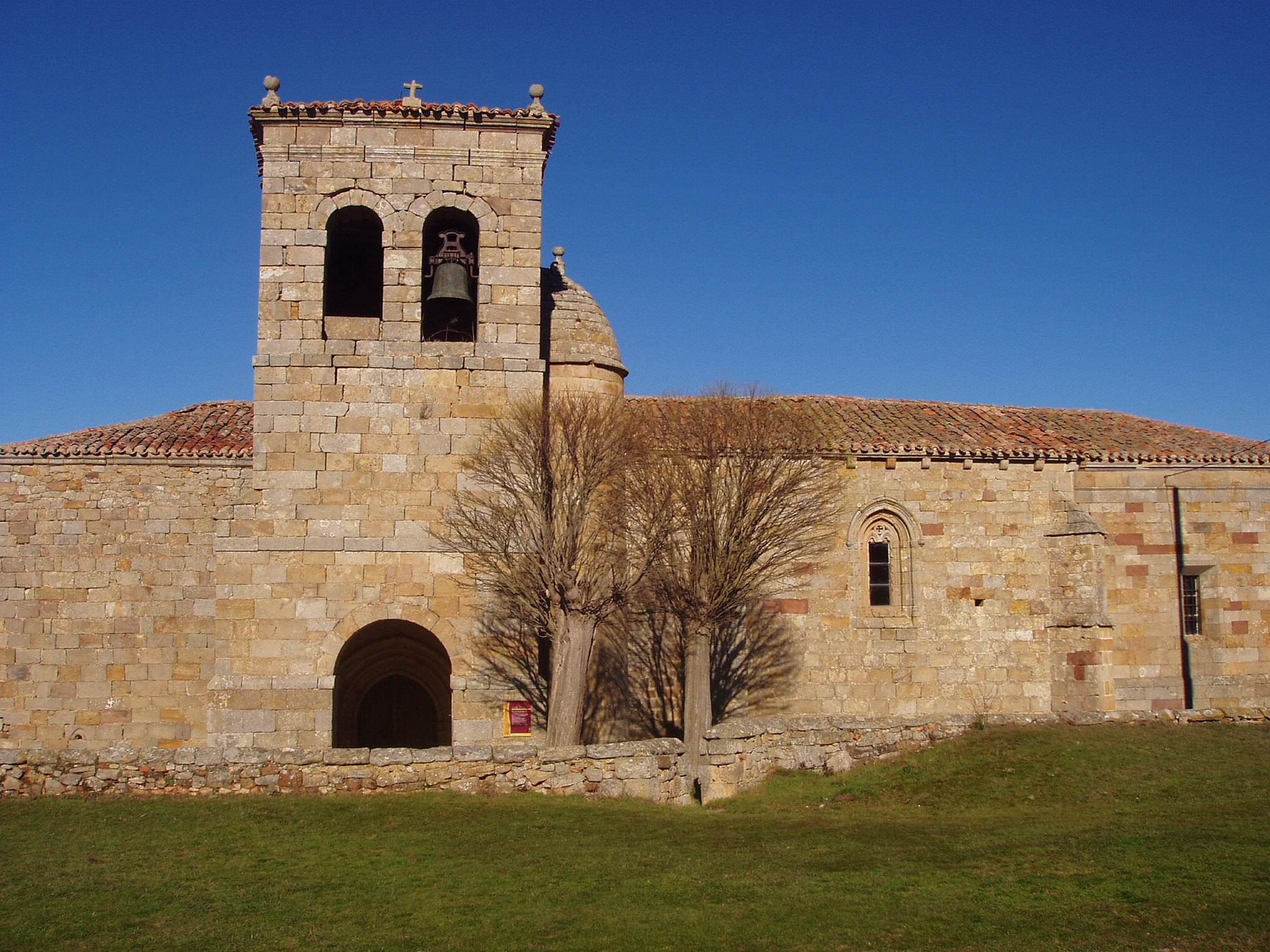
Iglesia de Santa María.

- Necrópolis rupestre olerdotana de origen prerrománico asociada al desaparecido templo de San Millán. Junto a esta hay otras que permanecen cubiertas y que dan a entender que en esta zona hubo una importante necrópolis.

## Personajes ilustres
- Marciano Herrero Martínez[6] (1909-1936), religioso de los Hermanos de las Escuelas Cristianas con el nombre de Hermano Valerio Bernardo beatificado, junto con otras 498 víctimas de la persecución religiosa durante la guerra civil española, el 28 de octubre de 2007 en Roma.[7]